# Faye Wong
Faye Wong (kínaiul: 王菲, pinjin: Wang Fei, magyaros: Vang Fej; Peking, 1969. augusztus 8.–) kínai énekesnő, dalszerző és színésznő, a média által adott kínai beceneve „Díva”, illetve Tienhou (天后, Tiānhòu, „mennyei királynő”). Pályafutása kezdetén a Shirley Wong (kantoniul: 王靖雯, Vóng Cing-man (Wong Zing-man)) művésznevet használta.
A pekingi születésű énekesnő 1987-ben Hongkongba költözött, és az 1990-es évek elején került reflektorfénybe, kantoni nyelven énekelt, az alternatív zenei irányzatokat ötvözve a mainstream kínai popzenével. 1994 óta főképp mandarin nyelven énekel. 2000-ben bekerült a Guinness Rekordok Könyvébe a legtöbb lemezt eladott kantopop énekesnőként. Az első kínai énekesnő volt, aki felléphetett Japánban.
Színésznőként szerepelt Vóng Ká-vaj (Wong Kar-wai) Csungking expressz című filmjében.
2005-ben másodszorra is férjhez ment, amit követően visszavonult egy időre. 2010-ben tért vissza a színpadra, nagy érdeklődés közepette.

## Diszkográfia

### Kantoni nyelvű nagylemezek
- 1989: Vóng Cing-man (王靖雯)
- 1990: Everything
- 1990: You're the Only One
- 1992: Coming Home
- 1993: Capmaj pat fúj (執迷不悔)
- 1993: Szapmán kó vajszammó (十萬個為什麼)
- 1994: Vú szí lűn szőng (胡思亂想)
- 1994: Thou hou cí kéj (討好自己)
- 1995: Di-Dar
- 2015: Be Perfunctory (敷衍)

### Mandarin nyelvű nagylemezek
- 1994: Mi (迷)
- 1994: Tienkung (Tiangong) (天空)
- 1995: Fej mimi cse jin (Fēi mǐmǐ zhī yīn) (菲靡靡之音)
- 1996: Fucao (Fúzào) (浮躁)
- 1997: Vang Fej (Wang Fei) (王菲)
- 1998: Csangju (Chàngyóu) (唱遊)
- 1999: Cse aj moseng zsen (Zhǐ ài mòshēng rén) (只愛陌生人)
- 2000: Jüjen (Yùyán) (寓言)
- 2001: Vang Fej (Wang Fei) (王菲)
- 2003: Csiang aj (Jiāng ài) (將愛)

## Fordítás
- Ez a szócikk részben vagy egészben  a   Faye Wong című angol Wikipédia-szócikk fordításán alapul.  Az eredeti cikk szerkesztőit annak laptörténete sorolja fel. Ez a jelzés csupán a megfogalmazás eredetét és a szerzői jogokat jelzi, nem szolgál a cikkben szereplő információk forrásmegjelöléseként.